# Nominativus cum infinitivo
De nominativus cum infinitivo, is een grammaticale constructie in het Latijn, die vergelijkbaar is met de accusativus cum infinitivo maar minder gebruikelijk. De term wordt vaak afgekort tot N.c.I. De N.c.I. komt tot stand met een onderwerp (nominativus), een persoonsvorm en een infinitieve werkwoordsvorm (infinitivus, bijvoorbeeld: (te) hebben, (te) slaan). De N.c.I. drukt, net als de A.c.I. een subjectieve mededeling uit. Ook de term persoonlijke constructie wordt gebruikt voor dit verschijnsel.
Ook in het Nederlands kan men een N.c.I.-constructie maken. De uitwerking komt vaak echter gekunsteld over, onder andere omdat men in het Nederlands niet graag een passieve vorm gebruikt, wat nodig is bij deze constructie. 

## Enkele voorbeelden
Caesar in Gallia vicisse dicitur.
Dit laat zich letterlijk vertalen als:
Caesar wordt gezegd in Gallia overwonnen te hebben.
Dit ziet er inderdaad gekunsteld uit. Een betere vertaling is daarom:
Van Caesar wordt gezegd dat hij in Gallia heeft overwonnen
Maar ook dit ziet er niet al te mooi uit. Als we in het achterhoofd houden dat het om een subjectieve (betwistbare) mededeling gaat, kunnen we ook het volgende zeggen, de meest gankelijke vertaling:
Men zegt dat Caesar in Gallia heeft overwonnen

## Engels
Ook in het Engels komt de constructie nog sporadisch voor:
You are said to have done the dishes.
Jij wordt gezegd de afwas te hebben gedaan. → Men zegt dat jij de afwas hebt gedaan.
He is said to be the tallest man ever.
Hij wordt gezegd de langste man ooit te zijn. → Men zegt dat hij de langste man ooit is.

## Tijden
Net als de A.c.I. kent de N.c.I. eenzelfde verschil in tijden, om aan te geven of de gebeurtenis plaatsvindt tegelijkertijd met de context, dan wel ervóór, dan wel erná.

### Gelijktijdigheid
Voor gelijktijdigheid wordt altijd het praesens gebruikt. Dit kan raar lijken, als de hoofdzin een verleden tijd bevat, en de (bij)zin met de N.c.I. een schijnbaar heden. Maar aangezien de N.c.I. in dezelfde tijd "leeft" als de hoofdzin, moet hij zich aanpassen aan de hoofdzin en in het praesens geschreven worden.
Voorbeeld:
Tu diceris epistulam scribere.
Jij wordt gezegd een brief te schrijven → Er wordt gezegd dat jij een brief schrijft
Tu dictus es epistulam scribere.
Jij bent gezegd een brief te schrijven → Er is gezegd dat jij een brief hebt geschreven

### Voortijdigheid
Voorbeelden:
Tu diceris epistulam scripsisse
Jij wordt gezegd een brief te hebben geschreven → Er wordt gezegd dat jij een brief hebt 
geschreven
Tu dictus es epistulam scripsisse
Jij bent gezegd een brief te hebben geschreven → Er is gezegd dat jij een brief had geschreven

### Natijdigheid
Voorbeelden:
Tu diceris epistulam scripturum esse
Jij wordt gezegd een brief te zullen schrijven → Er wordt gezegd dat jij een brief zult schrijven.
Tu dictus es epistulam scripturum esse
Jij bent gezegd een brief te zullen schrijven → Er is gezegd dat jij een brief zou schrijven.
In vergelijking met de A.c.I. is de N.c.I. duidelijker in wie wat doet, aangezien de nominativus altijd als eerste naamval, als onderwerp wordt gebruikt, in tegenstelling tot de accusativus, die niet alleen onderwerp kan zijn in de A.c.I.-constructie, object (lijdend voorwerp) en bij verschillende voorzetsels. Toch laat de vorm van het origineel in het Latijn, maar ook in de vertaling, te wensen over. Vanwege het eerste, maar waarschijnlijk ook vanwege het expliciet noemen van het onderwerp, wordt het daarom minder vaak gebruikt dan de A.c.I.-constructie,
algemene Latijnse vervoegingen en verbuigingen · accusativus cum infinitivo (AcI) · accusativus cum participio (AcP) · nominativus cum infinitivo (NcI) · participium praesentis activi (PPA) · perfectum · imperfectum · plusquamperfectum · futurum · futurum exactum · subjects- en objectsaccusativus · reflexief persoonlijk voornaamwoord · predicatieve bepaling · adverbium · participium perfecti passivi (PPP) · passivum · activum · gerundium · gerundivum · praesens · praesens historicum · comparativus · superlativus · supinum · participium · declinatie · ablativus absolutus · dativus possessivus